# Même les souris vont au paradis
 (août 2021).
Si vous disposez d'ouvrages ou d'articles de référence ou si vous connaissez des sites web de qualité traitant du thème abordé ici, merci de compléter l'article en donnant les références utiles à sa vérifiabilité et en les liant à la section « Notes et références ».
Pour plus de détails, voir Fiche technique et Distribution.
Même les souris vont au paradis est un film d'animation tchèque, polonais, slovaque, français et belge réalisé par Jan Bubeniček et Denisa Grimmovà et sorti en 2021.
Le film a été soutenu par le Fonds national de la cinématographie à hauteur de 9,4 millions de couronnes tchèques.

## Fiche technique
- Titre original : I mysi patrí do nebe
- Réalisation : Jan Bubeniček et Denisa Grimmovà
- Scénario : Alice Nellis, Denisa Grimmovà et Richard Malatinsky
- Photographie : Radek Loukota
- Montage :
- Musique : Krzysztof A. Janczak
- Animation : Thibault Delahaye et Mathieu Marin, Madjid Chamekh
- Producteur : Alexandre Charlet, Vladimír Lhoták, Marek Jenicek et Grzegorz Wacławek
- Sociétés de production : Les Films du Cygne, Panache Productions, Animoon, Fresh Films et Cinemart SK
- SOFICA : Cinéventure 3
- Sociétés de distribution : Gebeka Films et Cinemart
- Pays d'origine :  France,  Tchéquie,  Pologne,  Slovaquie et  Belgique
- Langue originale : français et tchèque
- Format : couleur
- Genre : Animation
- Durée : 86 minutes
- Dates de sortie :
  - Chine : juin 2021 (Shanghaï)
  - Tchéquie et Slovaquie : 7 octobre 2021
  - France : 20 octobre 2021

## Distribution

### Voix françaises
- Marie Nonnenmacher : Whizzy et Maman Souris
- Vincent de Bouard : Whitebelly
- Jérôme Pauwels : le narrateur, le perroquet, le serpent et le corbeau
- Antoine Tomé : Papa Souris et les hannetons
- Boris Rehlinger : Miro, le caméléon, le blaireau et le hibou
- David Krüger : Grand-Croc, le mouton et le crocodile
- Marie Bouvier : la chèvre et l'autruche
- Benoît Allemane : l'écrevisse et la baleine
- Alexis Tomassian : le raton laveur et les frères de Whizzy
- Antonia de Rendinger : la grenouille
- Patricia Marmoras : le chat
- Loïc Guingand : le crabe et le paon

## Production
Adaptation d'un livre pour enfant, ce film d'animation a été réalisé dans les studios Barrandov à Prague.

## Distinctions

### Nomination
- César 2022 : Meilleur film d'animation

### Distinction
- Lion tchèque 2021 du meilleur film d'animation